# DNL 2016/17
Die Saison 2016/17 war die 17. Spielzeit seit Gründung der Deutschen Nachwuchsliga, der höchsten Nachwuchsliga im deutschen Eishockey. Seit dieser Saison betrug die Sollstärke der Liga erstmals 16 statt bisher zwölf Teilnehmer. Aufgrund des Rückzugs der HSV Young Freezers gingen jedoch nur 15 Mannschaften an den Start, weshalb in dieser Saison kein Absteiger ermittelt wurde.

## Teilnehmer und Modus
Nachdem im Vorjahr eine eingleisige Hauptrunde mit zwölf Teilnehmern gespielt wurde, gab der DEB bekannt, die Liga ab der Saison 2016/17 auf 16 Teams aufzustocken. Nachdem die Hamburg Freezers nicht mehr zum Spielbetrieb der Saison 2016/17 in der DEL gemeldet wurden, schied auch das Team der HSV Young Freezers aus der DNL aus.
Diese Teilnehmer der Vor-Saison 2015/16 nahmen erneut teil:
- Eisbären Juniors Berlin
- Jungadler Mannheim
- Kölner EC
- EC Bad Tölz
- Düsseldorfer EG
- Krefelder EV
- ESV Kaufbeuren
- EV Landshut
- EV Regensburg
- Starbulls Rosenheim
- Augsburger EV

Zudem kamen durch die Aufstockung der Liga vier Teilnehmer aus der DNL2 hinzu:
- ERC Ingolstadt
- ESC Dresden
- Iserlohn Young Roosters
- Schwenninger ERC

### Modus
Für einen Sieg nach der regulären Spielzeit wurden einer Mannschaft drei Punkte gutgeschrieben, war die Partie nach 60 Minuten unentschieden, erhielten beide Teams einen Punkt, dem Sieger der fünfminütigen Verlängerung (nur mit vier gegen vier Feldspielern) beziehungsweise nach einem nötigen Penaltyschießen wurde ein weiterer Punkt gutgeschrieben. Verlor eine Mannschaft in der regulären Spielzeit, erhielt sie keine Punkte.
In der Vorrunde wurde in zwei Gruppen (A und B) jeweils eine Einfachrunde (12 respektive 14 Spiele pro Mannschaft) ausgetragen. Die ersten vier Mannschaften jeder Gruppe qualifizierten sich für Gruppe Rot, alle weiteren für Gruppe Blau. Anschließend wurde in der Hauptrunde innerhalb der Gruppen Rot und Blau eine Doppelrunde jeder gegen jeden gespielt (28 bzw. 24 Spiele pro Mannschaft). Die nach dem Abschluss der Hauptrunde auf den Plätzen 1 bis 4 liegenden Mannschaften der Gruppe Rot waren für das Viertelfinale der Playoffs qualifiziert. Die Platzierten 5 bis 8 der Gruppe Rot, sowie die Platzierten 1 bis 4 der Gruppe Blau ermittelten in einer Playoff-Runde vier weitere Teilnehmer für das Viertelfinale (Best of Three). Die Sieger des Viertelfinals nahmen am Endturnier um die Deutsche Meisterschaft teil. Für die Mannschaften, die nach der Hauptrunde die Plätze 5 bis 7 der Gruppe Blau belegten, war die Saison beendet.

## Vorrunde
Abkürzungen: Sp. = Spiele, S = Siege, OTS = Siege nach Verlängerung, PSS = Siege nach Penaltyschießen, OTN = Niederlagen nach Verlängerung, PSN = Niederlagen nach Penaltyschießen, N = Niederlagen, Pkt = Gesamtpunkte, T = Tore, GT = Gegentore, Str. = Strafminuten; Qualifikation für Gruppe Rot oder Gruppe Blau

### Gruppe A
| Pl. | Mannschaft          | Sp | S | OTS | PSS | OTN | PSN | N  | Pkt | %  | T  | GT | Str. | Heim    | Gast    |
| --- | ------------------- | -- | - | --- | --- | --- | --- | -- | --- | -- | -- | -- | ---- | ------- | ------- |
| 1.  | Jungadler Mannheim  | 12 | 9 | 0   | 1   | 0   | 0   | 2  | 29  | 81 | 48 | 27 | 120  | 6-0-0-0 | 3-1-0-2 |
| 2.  | Krefelder EV 81     | 12 | 7 | 1   | 0   | 1   | 0   | 3  | 24  | 67 | 45 | 40 | 195  | 3-1-0-2 | 4-0-1-1 |
| 3.  | Düsseldorfer EG     | 12 | 7 | 0   | 0   | 0   | 0   | 5  | 21  | 58 | 55 | 40 | 200  | 5-0-0-1 | 2-0-0-4 |
| 4.  | EC Bad Tölz         | 12 | 5 | 2   | 0   | 1   | 0   | 4  | 20  | 56 | 44 | 30 | 148  | 3-2-0-1 | 2-0-1-3 |
| 5.  | Starbulls Rosenheim | 12 | 6 | 0   | 0   | 0   | 0   | 6  | 18  | 50 | 43 | 33 | 166  | 4-0-0-2 | 2-0-0-4 |
| 6.  | Iserlohner EC       | 12 | 3 | 0   | 0   | 2   | 1   | 6  | 12  | 33 | 44 | 58 | 229  | 3-0-1-2 | 0-0-2-4 |
| 7.  | ERC Ingolstadt      | 12 | 0 | 1   | 0   | 0   | 0   | 11 | 2   | 6  | 20 | 71 | 179  | 0-1-0-5 | 0-0-0-6 |

### Gruppe B
| Pl. | Mannschaft              | Sp | S  | OTS | PSS | OTN | PSN | N  | Pkt | %  | T  | GT | Str. | Heim    | Gast    |
| --- | ----------------------- | -- | -- | --- | --- | --- | --- | -- | --- | -- | -- | -- | ---- | ------- | ------- |
| 1.  | Kölner EC               | 14 | 11 | 1   | 0   | 0   | 0   | 2  | 35  | 83 | 78 | 25 | 189  | 8-0-0-0 | 3-1-0-2 |
| 2.  | Eisbären Juniors Berlin | 14 | 8  | 0   | 1   | 1   | 1   | 3  | 28  | 67 | 51 | 32 | 200  | 3-0-2-2 | 5-1-0-1 |
| 3.  | EV Landshut             | 14 | 7  | 2   | 1   | 1   | 0   | 3  | 28  | 67 | 57 | 38 | 186  | 4-1-1-1 | 3-2-0-2 |
| 4.  | ESV Kaufbeuren          | 14 | 7  | 0   | 0   | 1   | 0   | 6  | 22  | 52 | 47 | 34 | 158  | 4-0-1-2 | 3-0-0-4 |
| 5.  | EV Regensburg           | 14 | 5  | 2   | 0   | 0   | 1   | 6  | 20  | 48 | 49 | 54 | 234  | 1-1-1-4 | 4-1-0-2 |
| 6.  | Augsburger EV           | 14 | 6  | 0   | 0   | 1   | 0   | 7  | 19  | 45 | 59 | 49 | 183  | 4-0-1-2 | 2-0-0-5 |
| 7.  | ESC Dresden             | 14 | 2  | 1   | 0   | 1   | 0   | 10 | 9   | 21 | 32 | 90 | 152  | 2-0-0-5 | 0-1-1-5 |
| 8.  | Schwenninger ERC        | 14 | 2  | 0   | 0   | 1   | 0   | 11 | 7   | 17 | 19 | 70 | 268  | 1-0-0-5 | 1-0-1-6 |

## Hauptrunde

### Gruppe Rot

#### Tabelle
| Pl. | Mannschaft              | Sp | S  | OTS | PSS | OTN | PSN | N  | Pkt | %    | T   | GT  | Str. | Heim     | Gast    |
| --- | ----------------------- | -- | -- | --- | --- | --- | --- | -- | --- | ---- | --- | --- | ---- | -------- | ------- |
| 1.  | Kölner EC               | 28 | 18 | 2   | 1   | 0   | 0   | 7  | 60  | 71 % | 102 | 70  | 434  | 10-0-0-4 | 8-3-0-3 |
| 2.  | Düsseldorfer EG         | 28 | 14 | 2   | 1   | 1   | 3   | 7  | 52  | 62 % | 74  | 62  | 362  | 5-2-3-4  | 9-1-1-3 |
| 3.  | Jungadler Mannheim (M)  | 28 | 15 | 1   | 0   | 2   | 2   | 8  | 51  | 61 % | 102 | 76  | 370  | 6-1-4-3  | 9-0-0-5 |
| 4.  | EC Bad Tölz             | 28 | 14 | 2   | 0   | 1   | 1   | 10 | 48  | 57 % | 89  | 84  | 413  | 7-1-0-5  | 7-1-2-5 |
| 5.  | Eisbären Juniors Berlin | 28 | 13 | 1   | 1   | 2   | 0   | 11 | 45  | 54 % | 84  | 74  | 362  | 5-1-1-7  | 8-1-1-4 |
| 6.  | Krefelder EV            | 28 | 9  | 1   | 0   | 2   | 0   | 16 | 31  | 37 % | 89  | 104 | 371  | 4-1-1-8  | 5-0-1-8 |
| 7.  | EV Landshut             | 28 | 7  | 0   | 2   | 3   | 1   | 15 | 29  | 35 % | 69  | 90  | 376  | 4-1-1-9  | 3-1-3-6 |
| 8.  | ESV Kaufbeuren          | 28 | 4  | 2   | 2   | 0   | 0   | 20 | 20  | 24 % | 68  | 117 | 420  | 2-1-0-11 | 2-3-0-9 |

Abkürzungen: Sp. = Spiele, S = Siege, OTS = Siege nach Verlängerung, PSS = Siege nach Penaltyschießen, OTN = Niederlagen nach Verlängerung, PSN = Niederlagen nach Penaltyschießen, N = Niederlagen, Pkt = Gesamtpunkte, T = Tore, GT = Gegentore, Str. = Strafminuten, M = Meister; PlayOff-Viertelfinale, Pre-Playoffs

#### Beste Scorer
Quelle: pointstreak.com; Abkürzungen: Sp = Spiele, T = Tore, V = Assists, Pkt = Punkte, +/− = Plus/Minus, SM = Strafminuten; Fett: Bestwert
| Spieler             | Mannschaft         | Sp | T  | V  | Pkt | +/− | SM |
| ------------------- | ------------------ | -- | -- | -- | --- | --- | -- |
| Dominik Bokk        | Kölner EC          | 27 | 15 | 25 | 40  | +19 | 51 |
| Dani Bindels        | Kölner EC          | 28 | 24 | 15 | 39  | +20 | 14 |
| Wojciech Stachowiak | Jungadler Mannheim | 21 | 15 | 24 | 39  | +30 | 10 |
| Luca Gläser         | Jungadler Mannheim | 28 | 17 | 19 | 36  | +24 | 18 |
| Darren Mieszkowski  | Krefelder EV       | 28 | 18 | 17 | 35  | +10 | 18 |
| Nicolas Strodel     | Düsseldorfer EG    | 28 | 10 | 23 | 33  | +12 | 6  |
| Bastian Eckl        | Jungadler Mannheim | 22 | 13 | 19 | 32  | +23 | 20 |
| Jan Schumacher      | Krefelder EV       | 28 | 10 | 22 | 32  | +7  | 22 |

### Gruppe Blau
| Pl. | Mannschaft                   | Sp | S  | OTS | PSS | OTN | PSN | N  | Pkt | %    | T   | GT  | Str. | Heim    | Gast     |
| --- | ---------------------------- | -- | -- | --- | --- | --- | --- | -- | --- | ---- | --- | --- | ---- | ------- | -------- |
| 1.  | Iserlohn Young Roosters (N)  | 24 | 17 | 3   | 1   | 0   | 0   | 3  | 59  | 82 % | 109 | 58  | 366  | 9-2-0-1 | 8-2-0-2  |
| 2.  | EV Regensburg                | 24 | 16 | 1   | 0   | 1   | 0   | 6  | 51  | 71 % | 105 | 66  | 414  | 6-1-1-4 | 10-0-0-2 |
| 3.  | Augsburger EV                | 24 | 13 | 1   | 0   | 0   | 3   | 7  | 44  | 61 % | 106 | 71  | 358  | 6-0-1-5 | 7-1-2-2  |
| 4.  | Starbulls Rosenheim          | 24 | 10 | 1   | 0   | 1   | 0   | 12 | 33  | 46 % | 82  | 75  | 394  | 6-0-1-5 | 4-1-0-7  |
| 5.  | ESC Dresden (N)              | 24 | 7  | 2   | 0   | 3   | 0   | 12 | 28  | 39 % | 67  | 101 | 279  | 5-1-1-5 | 2-1-2-7  |
| 6.  | Schwenninger Young Wings (N) | 24 | 4  | 0   | 3   | 1   | 0   | 16 | 19  | 26 % | 51  | 102 | 634  | 3-1-1-7 | 1-2-0-9  |
| 7.  | ERC Ingolstadt (N)           | 24 | 4  | 0   | 1   | 2   | 2   | 15 | 18  | 25 % | 67  | 114 | 495  | 2-0-3-7 | 2-1-1-8  |

Abkürzungen: Sp. = Spiele, S = Siege, OTS = Siege nach Verlängerung, PSS = Siege nach Penaltyschießen, OTN = Niederlagen nach Verlängerung, PSN = Niederlagen nach Penaltyschießen, N = Niederlagen, Pkt = Gesamtpunkte, T = Tore, GT = Gegentore, Str. = Strafminuten, N = Neuling (Aufsteiger); Pre-Playoffs, Saison beendet

## Playoffs

### Pre-Playoffs
Die Spiele fanden zwischen 7. März 2017 und 12. März 2017 im Modus Best-of-Three statt.
|                                               | Serie | 1                                   | 2                   | 3 |
| --------------------------------------------- | ----- | ----------------------------------- | ------------------- | - |
| Eisbären Juniors Berlin – Starbulls Rosenheim | 2:0   | 5:4 n. P. (2:2, 0:2, 2:0, 0:0, 1:0) | 8:0 (3:0, 0:0, 5:0) |   |
| Krefelder EV – Augsburger EV                  | 0:2   | 3:4 n. V. (2:1, 0:0, 1:2, 0:1)      | 1:5 (1:0, 0:2, 0:3) |   |
| EV Regensburg – EV Landshut                   | 0:2   | 1:2 n. V. (0:0, 0:1, 1:0, 0:1)      | 4:5 (1:2, 2:2, 1:1) |   |
| Iserlohn Young Roosters – ESV Kaufbeuren      | 2:0   | 4:1 (3:0, 1:0, 0:1)                 | 5:2 (2:0, 2:1, 1:1) |   |

### Viertelfinale
Die Spiele fanden zwischen 14. März 2017 und 19. März 2017 im Modus Best-of-Three statt.
|                                           | Serie | 1                                   | 2                              | 3                   |
| ----------------------------------------- | ----- | ----------------------------------- | ------------------------------ | ------------------- |
| Kölner EC – Augsburger EV                 | 2:0   | 7:2 (3:0, 2:2, 2:0)                 | 6:2 (2:0, 2:1, 2:1)            |                     |
| Düsseldorfer EG – Iserlohn Young Roosters | 2:1   | 0:1 (0:1, 0:0, 0:0)                 | 3:2 n. V. (2:2, 0:0, 0:0, 1:0) | 4:2 (1:0, 1:1, 2:1) |
| Jungadler Mannheim – EV Landshut          | 2:0   | 6:2 (1:1, 3:0, 2:1)                 | 4:2 (1:0, 1:2, 2:0)            |                     |
| EC Bad Tölz – Eisbären Juniors Berlin     | 2:1   | 5:4 n. P. (2:1, 0:3, 2:0, 0:0, 1:0) | 3:5 (2:1, 0:1, 1:3)            | 5:1 (0:1, 2:0, 3:0) |

## Endturnier
Das Finalturnier der DNL und der Schüler-Bundesliga (U16) wurde vom 25. März bis 27. März 2017 in der Hacker-Pschorr Arena in Bad Tölz ausgetragen und live bei Sportdeutschland.tv im Internet übertragen.

### Halbfinale
Beide Spiele fanden am 25. März 2017 in Bad Tölz statt.
Jungadler Mannheim – Düsseldorfer EG 3:0 (1:0, 0:0, 2:0)

EC Bad Tölz – Kölner EC 3:2 n. V. (2:0, 0:0, 0:2, 1:0)

### Spiel um Platz 3
Das Spiel um Platz 3 fand am 26. März um 12:00 Uhr in Bad Tölz statt.
Kölner EC – Düsseldorfer EG 7:5 (1:2, 3:2, 3:1)

### Finale
| 26. März 2017 18:30 Uhr | Jungadler Mannheim Yannik Valenti (5:11) Tim Bernhardt (9:37) Luca Gläser (17:35) Pierre Preto (22:57) Wojciech Stachowiak (24:02) | 5:1 (3:0, 2:1, 0:0) Spielbericht | EC Bad Tölz Simon Berger (28:59) | Hacker-Pschorr Arena, Bad Tölz Zuschauer: 1.265 |

Damit verteidigten die Jungadler Mannheim ihren Meistertitel des Vorjahres.

### Beste Scorer
Quelle: pointstreak.com; Abkürzungen: Sp = Spiele, T = Tore, V = Assists, Pkt = Punkte, +/− = Plus/Minus, SM = Strafminuten; Fett: Bestwert
| Spieler           | Mannschaft | Sp | T | V  | Pkt | +/− | SM |
| ----------------- | ---------- | -- | - | -- | --- | --- | -- |
| Luca Gläser       | Mannheim   | 4  | 5 | 10 | 15  | +8  | 2  |
| Charlie Jahnke    | Berlin     | 5  | 2 | 9  | 11  | +5  | 2  |
| Tim Bernhardt     | Mannheim   | 4  | 2 | 9  | 11  | +7  | 2  |
| Vincent Hessler   | Berlin     | 5  | 5 | 4  | 9   | +3  | 2  |
| Marco Sternheimer | Augsburg   | 4  | 5 | 2  | 7   | +2  | 6  |
| Dominik Bokk      | Köln       | 4  | 5 | 2  | 7   | +4  | 4  |
| Maximilian Adam   | Berlin     | 5  | 4 | 3  | 7   | +4  | 12 |
| Kevin Kunz        | Berlin     | 5  | 3 | 4  | 7   | +3  | 2  |
| Dani Bindels      | Köln       | 4  | 2 | 5  | 7   | +3  | 6  |